# سزیم دودکابورات
سزیم دودکابورات (به انگلیسی: Caesium dodecaborate) یک ترکیب شیمیایی است. که جرم مولی آن ۴۰۷٫۶۱٫۲۱ g/mol می‌باشد. شکل ظاهری این ترکیب، جامد بی‌رنگ است.